# Глуха кропива
Глуха кропива, глушиця (Lamium) — рід трав'янистих рослин родини глухокропивові (Lamiaceae). Рід має євразійсько-північноафриканське поширення й містить ≈ 30 видів; деякі види інтродуковані до Північної й Південної Америк і Нової Зеландії. 

## Поширення
Поширені в Європі, Азії та північній Африці. Ростуть в листяних лісах, чагарниках, як бур'ян в садах і городах, біля осель. В Україні найвідоміша глуха кропива біла — медоносна і лікарська рослина.

## Опис
Це однорічна, рідше дворічна чи багаторічна трав'яниста рослина заввишки 10–30 см з черешковими, яйцеподібними зарубчастими зморшкуватими листками, з розгалуженим і висхідним від лежачої основи стеблом. Рослина розсіяно-запушена. Покривні листки з короткими черешками, трикутно-яйцеподібні. Квітки сидячі, брудно-білі або рожеві, пурпурно-червоні, червонуваті чи жовтуваті. Цвіте у травні-жовтні.

## Види

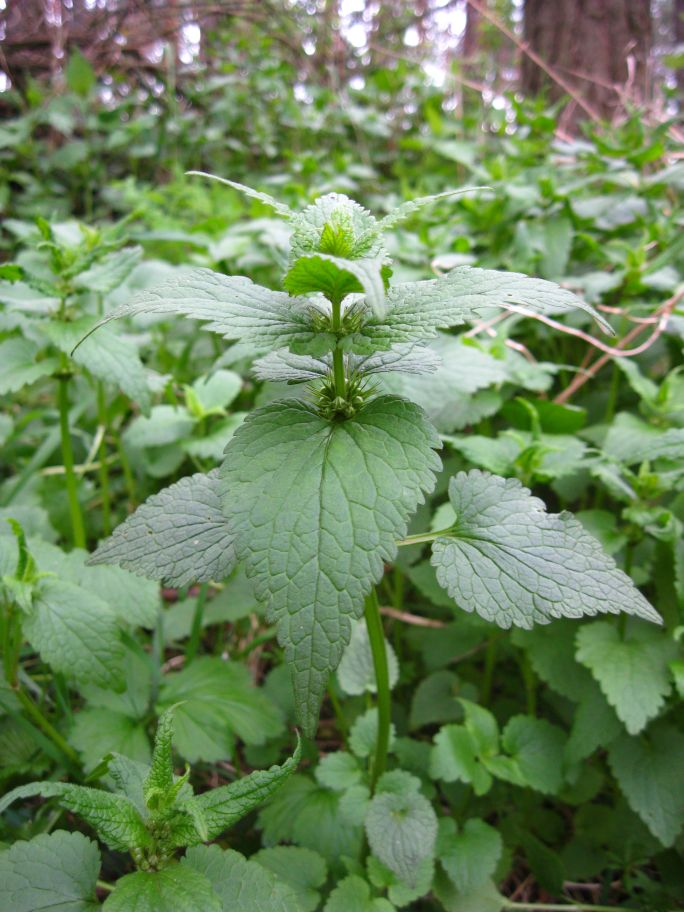
Кропива глуха

- Lamium album L.  — Глуха кропива біла
- Lamium amplexicaule L. — Глуха кропива стеблообгортна
- Lamium bifidum Cirillo
- Lamium caucasicum Grossh.
- Lamium confertum Fr.
- Lamium coutinhoi J.G.García
- Lamium demirizii A.P.Khokhr.
- Lamium eriocephalum Benth.
- Lamium flexuosum Ten.
- Lamium galactophyllum Boiss. & Reut.
- Lamium galeobdolon (L.) L.
- Lamium garganicum L.
- Lamium gevorense (Gómez Hern.) Gómez Hern. & A.Pujadas
- Lamium glaberrimum (K.Koch) Taliev
- Lamium × holsaticum Prahl
- Lamium macrodon Boiss. & A.Huet
- Lamium maculatum (L.) L. — Глуха кропива плямиста
- Lamium moluccellifolium
- Lamium moschatum Mill.
- Lamium multifidum L.
- Lamium orientale (Fisch. & C.A.Mey.) E.H.L.Krause
- Lamium orvala L.
- Lamium purpureum L. — Глуха кропива пурпурова
- Lamium taiwanense S.S.Ying
- Lamium tomentosum Willd.
- Lamium vreemanii A.P.Khokhr.